# Danny Elfman
Daniel Robert "Danny" Elfman (sinh ngày 29 tháng 5 năm 1953) là một nhạc sĩ người Mỹ, được biết tới nhiều với việc là ca sĩ chính của nhóm Oingo Boingo từ năm 1976 tới năm 1995 và sau đó nổi tiếng với việc viết nhạc cho series phim hoạt hình châm biếm The Simpsons và phần nhạc phim thành công cho bộ phim Batman (1989). Ông là người viết nhạc chủ yếu cho các bộ phim của người bạn thân lâu năm Tim Burton.
Sinh ra tại Los Angeles, Elfman bắt đầu gia nhập ngành công nghiệp điện ảnh vào năm 1976 với nghiệp diễn viên. Ông bắt đầu viết nhạc phim vào năm 1980 cho bộ phim Forbidden Zone đạo diễn bởi người anh trai Richard Elfman. Kể từ đó, ông gặt hái được rất nhiều thành công, trong đó có 4 lần được đề cử giải Oscar, giành chiến thắng tại giải Grammy cho Nhạc phim xuất sắc nhất với bộ phim Batman (1989) của Burton và giải Emmy cho nhạc phim Desperate Housewives. Elfman cũng từng được trao giải Richard Kirk danh dự vào năm 2002 tại lễ trao giải của Broadcast Music, Inc. cho nhạc sĩ có những cống hiến đáng kể cho nhạc phim nhựa cũng như truyền hình.
Danny là con trai của tiểu thuyết gia Blossom Elfman. Ngoài người anh trai Richard, ông còn có hai người em ruột là diễn viên Bodhi và Jenna Elfman.

## Giải thưởng
| Giải BMI                   | 24 | 24 |
| Giải BAFTA                 | 0  | 1  |
| Giải Emmy                  | 1  | 2  |
| Giải Quả cầu vàng          | 0  | 3  |
| Giải Grammy                | 1  | 13 |
| Giải phê bình phim Phoenix | 0  | 1  |
| Giải Vệ tinh               | 1  | 6  |
| Giải Sao Thổ               | 5  | 12 |
| Giải Sierra                | 1  | 2  |
| Giải WSA                   | 0  | 4  |
| Tổng cộng                  | 33 | 79 |

### Viện phim Mỹ
Phần sáng tác của Elfman trong Batman và Edward Scissorhands đều được vinh danh tại Danh sách 100 năm nhạc phim của Viện phim Mỹ, công bố vào năm 2005.